# Nothus lunus
Nothus lunus är en fjärilsart som beskrevs av Carl von Linné 1758. Nothus lunus ingår i släktet Nothus och familjen Sematuridae. Inga underarter finns listade i Catalogue of Life.